# Каза-Амарела (район Ресіфі)
Каза-Амарела (порт. Casa Amarela — «жовтий дім») — район міста Ресіфі, штат Пернамбуку, Бразилія, розташований у північній частині міста. Це один з найбільших за населенням районів міста, найбільш відомий своїм популярним ринком Каза-Амарела, ярмарком і розвиненою торговлею.

## Ресурси Інтернету
- Мапа району

| Бразилія | Це незавершена стаття з географії Бразилії. Ви можете допомогти проєкту, виправивши або дописавши її. |